# Jun Naito
Jun Naito (Fukui, 18 december 1970) is een voormalig Japans voetballer.